# Pângărați
Pângărați – wieś w Rumunii, w okręgu Neamț, w gminie Pângărați. W 2011 roku liczyła 563 mieszkańców.